# Jan Gotfryd Reyger
Jan Gotfryd Reyger (son prénom est parfois graphié Gottfried) est un naturaliste allemand, né le 4 novembre 1704 et mort le 29 octobre 1788.

## Biographie
Il est l'auteur de nombreux travaux en médecine, en astronomie et en botanique. Il fait paraître en 1764 une flore de la région de Gdańsk suivant le système linnéen, Tentamen florae Gedanensis.
Johann Reinhold Forster (1729-1798) et son fils Georg (1754-1794) l'assistent dans la réalisation de sa flore.